# Jonosfera
Jonosfera – zjonizowana warstwa atmosfery występująca powyżej 50–60 km nad powierzchnią Ziemi (do wysokości 1000 km) w termosferze.
Zawiera duże ilości plazmy. Plazma powstaje na skutek jonizacji cząsteczek gazów, obecnych w atmosferze pod wpływem promieniowania kosmicznego oraz ultrafioletowego promieniowania słonecznego lub przez reakcję wymiany ładunku (pomiędzy jonem a cząsteczką niezjonizowaną). W jonosferze następuje załamywanie, odbijanie, pochłanianie i polaryzacja fal radiowych. Zaburzenia w jonosferze wywołują zakłócenia w łączności radiowej. Jonosferę bada się, określając rozchodzenie się fal elektromagnetycznych w atmosferze, w tym specjalnie do tego celu konstruowanymi jonosondami.

## Warstwy jonosfery

Warstwy jonosfery w nocy i w dzień

Wraz z wysokością zmieniają się czynniki jonizacyjne oraz skład chemiczny i gęstość gazu atmosferycznego, dlatego też w jonosferze wyróżnić można kilka warstw, różniących się liczbą elektronów w jednostce objętości.

### Warstwa D
Najniżej położona warstwa jonosfery, rozciągająca się na wysokości 60–90 km. Warstwa ta powstaje na skutek fotojonizacji tlenku azotu(II) (NO) przez promieniowanie ultrafioletowe o długości fali 121,5 nm. W okresach zwiększonej aktywności słonecznej, czyli gdy w obszarach plam słonecznych o złożonej strukturze pola magnetycznego rejestruje się rozbłyski powodujące burze słoneczne, twarde promieniowanie X (o długości fali poniżej 1 nm) jonizuje składniki atmosfery na wysokości warstwy (N2, O2), powodując lokalne zaburzenia pola magnetycznego, nawet nie w obszarze strefy czasowej, a samej warstwy.
Koncentracja elektronów jest względnie niska i wynosi od 2∙108 do 7∙108/m³ (największa jest w południe) i stopniowo rośnie wraz z wysokością. Po zachodzie słońca na skutek rekombinacji warstwa ta niemal zanika i istnieje tylko dzięki działaniu galaktycznego promieniowania kosmicznego. Warstwa ta powoduje silne tłumienie fal radiowych (z maksimum dla ok. 1 MHz) i odbija jedynie fale długie. Jest głównie odpowiedzialna za absorpcję fal krótkich, szczególnie poniżej 10 MHz, z coraz mniejszym pochłanianiem przy wzroście częstotliwości. Absorpcja jest niewielka w nocy i największa około południa.
Typowym przykładem działania warstwy D jest zanik odbioru dalekich radiowych stacji średniofalowych w ciągu dnia wskutek anomalnej jonizacji spowodowanej aktywnością rozbłyskową Słońca. Po intensywnych wybuchach słonecznych poziom jonizacji tej warstwy może być tak znaczny, że uniemożliwia daleką łączność w zakresie fal krótkich.

### Warstwa E
Warstwa ta położona jest na wysokości od 90 do 120 km. Maksymalna koncentracja elektronów osiąga tu wartości od 4∙1010 do 1,2∙1011/m³. Jonizację w tej warstwie powoduje miękkie promieniowanie X (1–10 nm) i daleki ultrafiolet promieniowania słonecznego. Jonizacji ulegają cząsteczki tlenu. Warstwa ta odbija jedynie fale radiowe o częstotliwościach mniejszych niż około 1 MHz. Warstwa E istnieje niezależnie od pory dnia.

### Warstwa ES
Warstwa sporadyczna ES występuje w warstwie E w postaci małych „obłoków” zwiększonej gęstości elektronowej, które mogą odbijać fale radiowe o częstotliwościach z zakresu 25–225 MHz, a nawet kilku MHz.
Warstwa ta często przemieszcza się z prędkością kilkuset km/godz. w kierunku zachodnim, co jest skutkiem stałej
konfiguracji prądów płynących w jonosferze na tej wysokości. Czas jej trwania może wynosić od kilku minut do kilkunastu godzin, ale bardzo często zjawisko ma charakter ciągły, choć zmieniają się zakresy częstotliwości okien obserwacyjnych wskutek zmian gęstości obłoków elektronowych.
Może też powodować zakłócenia w odbiorze stacji radiofonicznych poprzez częściowe odbijanie fal krótkich na trzykrotnie mniejszej wysokości, czego skutkiem jest pogorszenie jakości odbioru lub zanik łączności.
Nie stwierdzono wyraźnej korelacji częstości pojawiania się warstwy sporadycznej ES z aktywnością słoneczną, natomiast obserwacje wskazują, że jest to zjawisko sezonowe. Najczęściej występuje w miesiącach letnich w godzinach 10–24, a najrzadziej zimą.

### Warstwa F
Warstwa ta rozciąga się w przedziale wysokości od 120 do 450 km, gdzie promieniowanie ultrafioletowe Słońca z zakresu 10–100 nm jonizuje tlen atomowy (O). Z powierzchni Ziemi zmiany koncentracji elektronowej można badać jedynie do wysokości mniejszych niż warstwa największej obfitości cząstek, czyli około 400 km.
Warstwa F ma duże znaczenie w propagacji fal radiowych i umożliwia dalekozasięgową łączność w paśmie fal krótkich na odległość tysięcy kilometrów. Warstwa F nie zanika nocą, ale może różnicować się na dwie podwarstwy, pojawiające się latem w czasie dnia, o różnej gęstości elektronowej, nazwane F1 i F2.
Warstwa F1 rozciąga się na wysokości 160–230 km, jej maksymalna gęstość elektronowa warstwy F1 jest rzędu 4∙1011/m³. Odbija fale o większej długości niż F2. Warstwa F2 znajduje się na wysokości od 230 do 450 km i jej gęstość elektronowa dochodzi do 2∙1012/m³, przy czym jest większa w południe zimą niż w południe latem.
W latach 1972–1975 NASA do badania tej warstwy używała satelitów AEROS i AEROS B.

### Inne warstwy
Dawniej wyróżniano jeszcze dwie warstwy:
- warstwę C – położoną poniżej warstwy D (na wysokości 65–70 km), gdzie jonizacja ma charakter raczej incydentalny i występuje tuż przed świtem w okresie małej aktywności słonecznej,
- warstwę G – położoną powyżej warstwy F2 (na wysokości 700–800 km) i mającą niewielki wpływ na rozchodzenie się fal radiowych.